# Нозе, Альберто
Альберто Нозе (итал. Alberto Nosè; род. 18 ноября 1979, Виллафранка-ди-Верона) — итальянский пианист.
Окончил Веронскую консерваторию, затем учился в Международной академии фортепиано в Имоле у Франко Скала, Бориса Петрушанского и Леонида Маргариуса. Занимался также в многочисленных мастер-классах, в том числе у Маурицио Поллини, Луи Лорти, Мюррея Перайи, Пауля Бадура-Скоды и др.
В 11-летнем возрасте выиграл юношеский моцартовский конкурс в Зальцбурге, благодаря чему получил возможность отправиться в первый гастрольный тур по Италии, Австрии и Франции. В дальнейшем выиграл несколько второстепенных международных конкурсов (став, например, в 2002 г. первым лауреатом Конкурса пианистов имени Май Линд в Хельсинки после его преобразования в международный) и был удостоен вторых премий на двух весьма значительных конкурсах — имени Бузони (1999) и имени Маргерит Лонг и Жака Тибо (2004).
Первый диск Нозе, с концертной записью произведений Бетховена, Шумана, Шопена, Скрябина и Равеля, вышел в 1999 г. В дальнейшем Нозе записал также сочинения Иоганна Себастьяна Баха, Вольфганга Амадея Моцарта, Иоганнеса Брамса, Сергея Прокофьева.